# ヒラサワンダ
ヒラサワンダ（HirasawondeR）は、日本の作曲家、編曲家、トラックメイカー、音楽プロデューサー、ギタリスト。新潟県出身、AB型。

## 来歴
幼稚園からピアノを習い始めるが発表会の写真では小太鼓を叩いていた。キース・ジャレット、カーティス・メイフィールド、プリンス、トム・ウェイツ、マイケル・ジャクソン、スティーヴィー・ワンダーから影響を受ける。
映画のサウンドトラックを買い続け、将来の夢はハリウッド映画（特にコーエン兄弟、スパイク・リーを挙げている）の映画音楽を作る事と自身のラジオ番組で公言している。
2000年、制作会社に入社、2005年から独立。BMWやユニリーバのテレビCMなどのプロモーション・フィルムBGMや楽曲提供を手掛ける。
2006年にはフォトグラファーとして、全国のギャラリーなどで2012年まで「大地と花びらの写真展」と題し、個展やイベントを開催。ヒラサワンダ名義初プロデュースとなる、新潟美少女図鑑モデルの永井亜子と蕩萌めるによるDJユニット『駅南いちごぱんつ』の楽曲プロデュースを手掛けシングルカットされた「ストロベリーハイ」はオリコンチャート最高17位。以来数々のアーティストに楽曲を提供している。
2015年7月30日から毎週木曜日22:00〜FM KENTOで毎週木曜日レギュラー番組『いろいろかためで』でラジオパーソナリティを務める。11月11日、正体不明の秘密結社ノークレジットでシングルをリリースした。2015年には、indeedのCMに起用され財務部長役で出演。2016年まで1年間オンエアされた。

## ディスコグラフィ

### CM
- 日本郵政 年賀状編2021年
- indeed その仕事が、ロックンロールを動かす篇　財務部長役
- SoftBank
- ポンズ（ユニリーバ・ジャパン）
- ダヴ（ユニリーバ・ジャパン）
- NHKストリート『風林火山』
- BMW
- Yves Saint Laurent
- FENDI
- Amazon
- DODA
- DeNA（モバゲー）
- パラッツォ
- トリンプ・インターナショナル
- アサヒアレックス
- グッドウィル
- ShowTime
- マキタスポーツ成り上がりオートレースツアー
- GYAO!
- JR東海そうだ、京都行こう。
- 第一生命

### WEB広告
- リステリン LISTERINE®[7]
- つるの剛士 YouTubeチャンネルつるの剛士の乗るのたの士オープニングテーマ[8]
- 日本郵政 今年を振り返ったとき、思い浮かべる人[9] 出演：大竹しのぶ、芦田愛菜、生見愛瑠、近藤千尋、おいでやす小田、赤楚衛二

### アーティストへの楽曲提供・アレンジ
- 駅南いちごぱんつ
  - 「いちごぱんち」編曲
  - 「願わくばピリオド」作曲・編曲
  - 「ストロベリーハイ」作曲・編曲
  - 「ムスコツイトー」作詞・作曲・編曲
  - 「A Feat.ケミーキラー、ramo」作詞・作曲・編曲
  - 「アルティメットテレポート」作詞・作曲・編曲
  - 「システムエラー」作曲・編曲
  - 「プラネタリウム Feat.DJオショウ、ケミーキラー」共作曲・共編曲：with DJオショウ
  - 「島流し Feat.DJ OLDFASHION」共作曲・共編曲：with DJ OLDFASHION
  - 「ストロベリーハイ DJオショウremix」作曲
- DJオショウ：ex,マイカデリック】現 餓鬼レンジャー
  - 「ストロベリーハイ DJオショウremix」作曲
  - 「プラネタリウム」[10]共作曲・共編曲：with DJオショウ
- あっこゴリラ
  - 「TOKYO BANANA」[11]編曲
  - 「ハゲ」共作曲：with あっこゴリラ、編曲
  - 「お兄ちゃん」編曲
  - 「脱ヲタ Feat.erica」共作曲：with あっこゴリラ、編曲
  - 「純粋培養」編曲
  - 「Back to the Jungle」共作曲：with あっこゴリラ、編曲
  - 「シン・ゴリラ」共作曲：with あっこゴリラ、編曲
  - 「遺書」編曲
  - 「ドンキーコング」共作曲：with あっこゴリラ、編曲
  - 「JUNGLE STAR WARS」共作曲：with あっこゴリラ、編曲
  - HirasawondeR名義
    - 「ウルトラジェンダー × 永原真夏」共作曲：with AKKOGORILLA・永原真夏、編曲
    - 「GRRRLISM」共作曲：with AKKOGORILLA、編曲
    - 「ジェイソン」共作曲：with AKKOGORILLA、編曲、
    - 「余裕」共作曲：with AKKOGORILLA、編曲
    - 「オーバー・ザ・ボーダー」共作曲：with AKKOGORILLA、編曲
    - 「TRACK GRRRL」共作曲：with AKKOGORILLA、編曲
      - WOWOW フードトラッカー峯岸みなみオープニングタイアップ[12]

    - 「I’m here」共作曲：with AKKOGORILLA、編曲
- 大塚愛 × あっこゴリラ（HirasawondeR名義）
  - 「あいびき」共作曲：with AIO・AKKOGORILLA、編曲
  - 「ハイナビ」共作曲：with AIO・AKKOGORILLA、編曲
  - 「またたび」共作曲：with AIO・AKKOGORILLA、編曲
- 大塚愛
  - 「星空レコード」ギターで参加 LOVE POP収録曲

### ラジオ番組ヒラサワンダの＜いろいろかためで＞ゲスト一覧
- SHOW441  ex,EL SKUNK DI YAWDIE
- DJ オショウ　マイカデリック
- プリミ恥部
- エレクトリックリボン
- U-ZIPPLAIN SWAGGER/ENBULL
- あっこゴリラ
- Creepy Nuts
- SWAMP
- DJ OLDFASHION
- ケミーキラー
- DJ 土偶

### ラジオ出演
- B12 -STR8T MIX SHOWCASE- FM KENTO 2011年12月29日
- テシゴトハッシン　FMゆきぐに 2012年12月25日
- makoto savanna　FM PORT　2013年7月22日
- 発掘ラジオ　 新宿ロフトプラスワン2016年1月18日

### ミュージックビデオ出演
- 2012年12月16日新潟県三条市発のソウルフード•サバサラ[13] サバサラ愛のテーマ予告編
- 2016年12月30日Creepy Nuts・助演男優賞[14]

### プロジェクトマッピング
- 新潟県文化イベント「みなと新潟春フェスタ2014～光の響演～」 2014年12月13日（音楽担当）[15]

### ファッションショー
- BMW cabriolet 　×　Yves Saint Laurent　×　FENDI　（音楽担当）

### DVD
- 永遠の一瞬（ソ・ドヨン）
- 個の力を伸ばす!サッカーの技術と考え方（前園真聖）
- ツイストレッチダイエットエクササイズ（山口元紀 Dr.トレーニング）

### インタビュー記事その他
- あっこゴリラ×ヒラサワンダ スペシャル対談「Back to the Jungle」徹底解説!前編[16]
- あっこゴリラ×ヒラサワンダ スペシャル対談「Back to the Jungle」徹底解説!後編[17]
- ラジオ番組ヒラサワンダの≪いろいろかためで≫総集編[18]
- 大塚愛「Microsoft Japan Digital Days ‘HUMANOID DJ ‘ ライブ出演[19]